# اسپندارهای وبر
اسپندارهای وبر (نام علمی: Weberocereus) نام یک سرده از تبار جنگلی‌تباران است.
گونه‌های آن به صورت بالا رونده یا آویزان، اپیفیت یا لیتوفیت رشد می‌کنند. ساقه‌های آن‌ها که مقطع دایره‌ای شکل دارند، زاویه‌دار یا تخت هستند. ساقه ها بین ۲ تا ۵ پهلو و دارای حاشیه‌های دندانه‌دار هستند که بر روی آن‌ها توپچه های کوچک و پراکنده با خارهای ریز وجود دارد. خارها کوتاه و زبر هستند و گاهی اوقات اصلا وجود ندارند. گل‌های قیف‌مانند به شکل زنگ که در کنار ساقه‌ها ظاهر می‌شوند، دارای رنگ‌های لکه‌دار صورتی تا زرد رنگی یا سفید مایل به سبز بوده و طول آن‌ها بین ۳ تا ۱۰ سانتی‌متر است. این گل‌ها در شب باز می‌شوند. توپچه های روی میوه و پایه گل از خارهای زبر یا پشمالو پوشیده شده‌اند. 
میوه‌های گرد تا بیضی، گوشتی و اغلب برجسته، قرمز یا زرد و دارای خار یا بدون خار هستند. این میوه‌ها گوشت سفید یا بنفش دارند. دانه‌های تشکیل شده در میوه این گیاه دارای اندازه متوسط، قهوه‌ای مایل به سیاه تا سیاه، کمی براق، بیضی و تقریباً صاف هستند. طول آن‌ها تا ۱.۸ میلی‌متر و عرض آن‌ها تا ۱.۲ میلی‌متر است.